# Höhenweg Almagelleralp
Als Höhenweg Almagelleralp wird die Schweizer Wanderroute 159 (eine von 269 lokalen Routen) in den Walliser Alpen bezeichnet.
Der Wanderweg startet am Kreuzboden (2399 m ü. M., mit Luftseilbahn erreichbar) oberhalb von Saas-Grund im Schweizer Kanton Wallis und führt am östlichen Berghang des Saastals zunächst zur Almagelleralp. Danach erfolgt der Abstieg nach Saas-Almagell (1671 m ü. M.).
Das ergibt eine Strecke von elf Kilometern, wobei man 300 Höhenmeter auf- und 1050 abzusteigen hat. Es wird eine Gehzeit von drei Stunden und 25 Minuten angegeben.

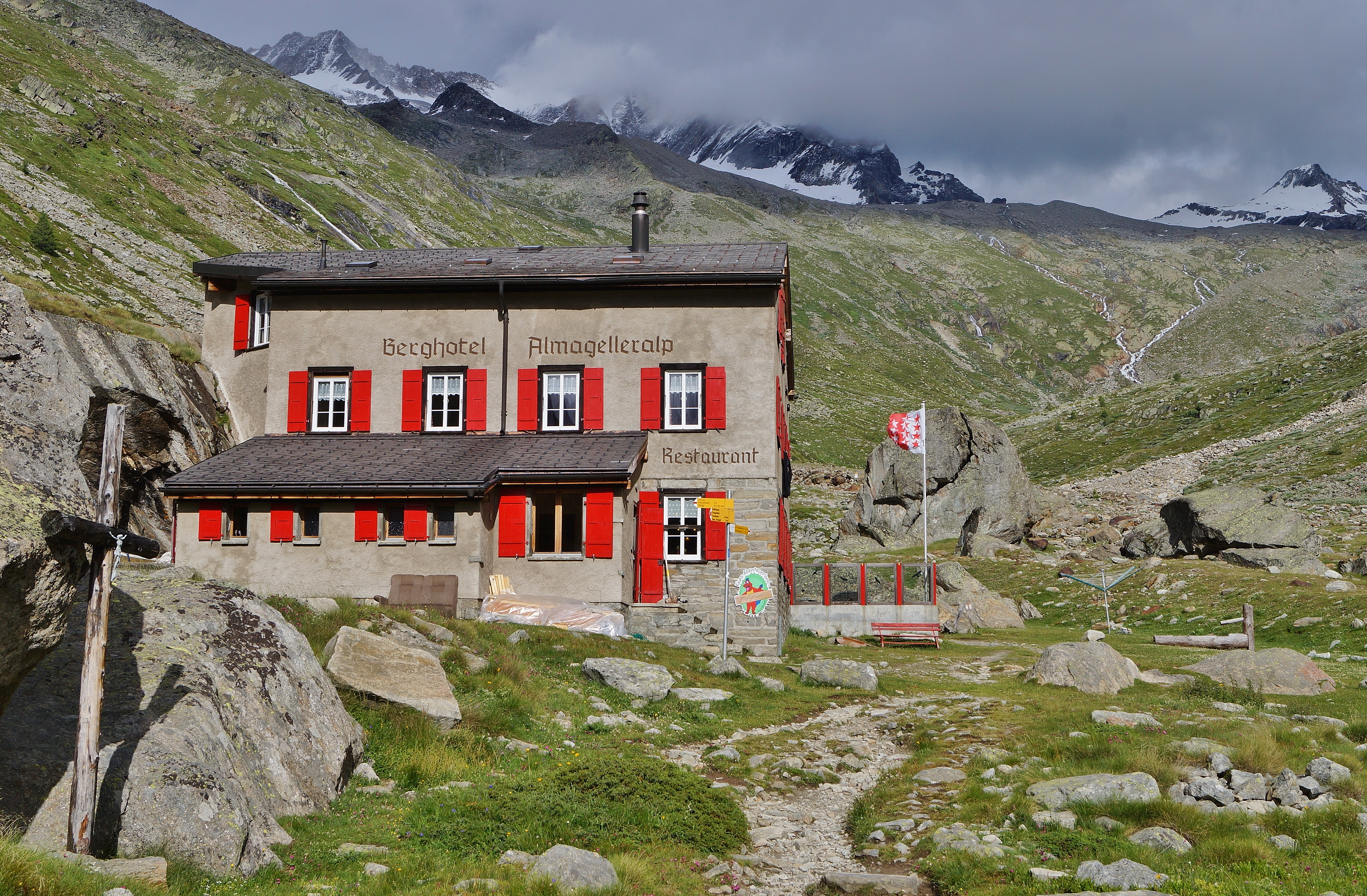
Berghotel Almagelleralp

Auf der Almagelleralp (2192 m ü. M.) steht das Berghotel Almagelleralp. Von hier besteht die Möglichkeit zur Almagellerhütte auf- oder auf direktem Weg nach Saas-Almagell abzusteigen, von wo eine Busverbindung nach Saas Grund besteht.

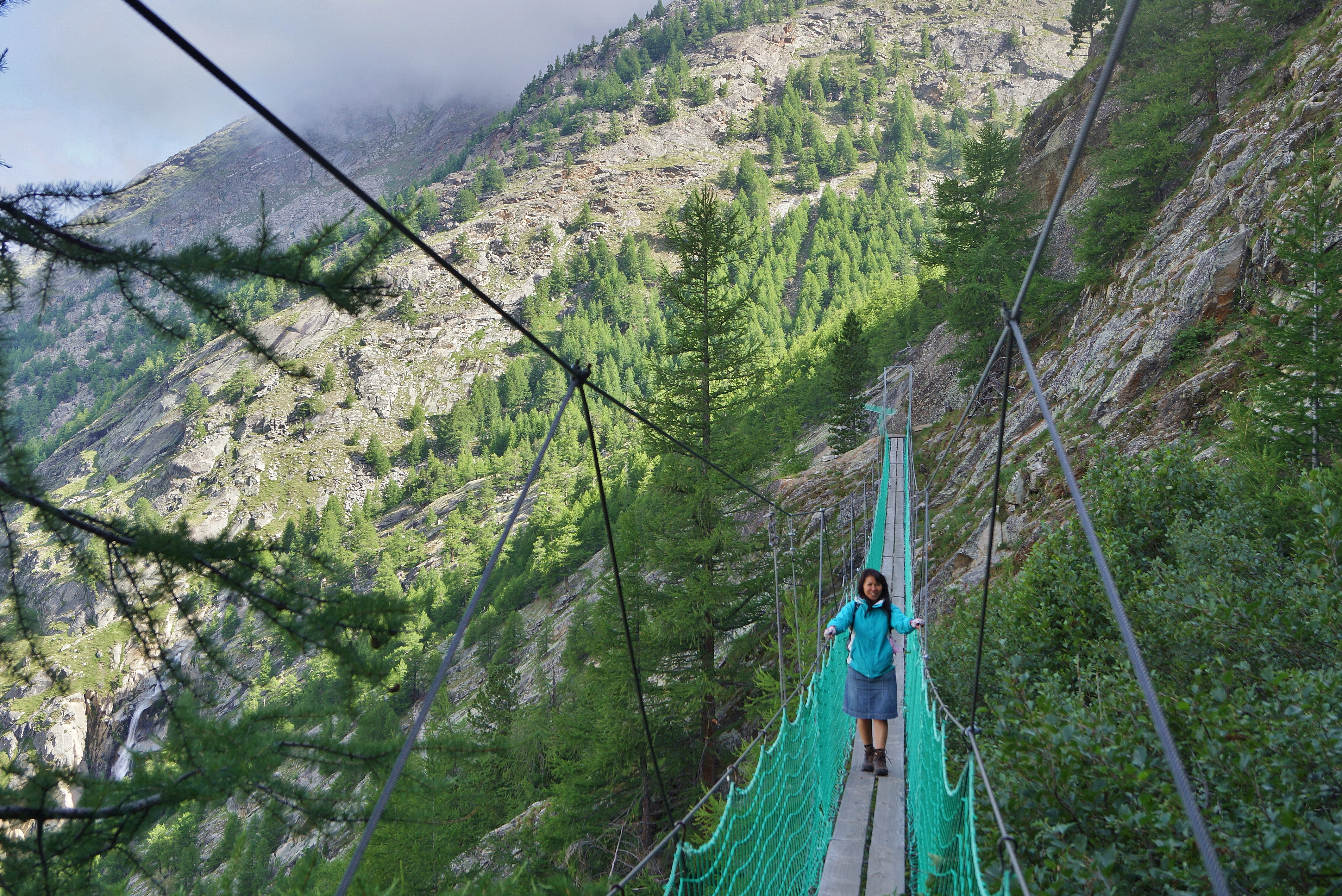
Seilhängebrücke nördlich von Furggstalden

Der markierte Höhenweg biegt jedoch bei 2054 m ü. M. südwärts ab, quert den Leebach und führt dann über zwei Seilhängebrücken (Teilstück auch als Erlebnisweg Almagellerhorn bekannt) nach Furggstalden (1902 m ü. M., Berghotel und Sesselbahn-Bergstation) und dann erst ins Tal zum Ziel.

## Nachweise
1. ↑  Alle lokalen Routen bei SchweizMobil.
2. ↑  Lage & Höhen gemäß «geo.admin.ch».
3. ↑  Erlebnisweg (in Gegenrichtung beschrieben).